# 祁寿椿
祁寿椿（1934年5月—），广东省东莞市人，中华人民共和国政治人物。

## 生平
1957年，毕业于北京农业大学园艺系，同年分配到山西省农业科学院果树研究所工作，1984年任山西省农业科学院果树所副所长，研究员，1989年任山西省农业科学院副院长，兼农产品贮藏保鲜研究所所长。1993、1998年先后当选山西省政协七届、八届副主席。